# Liga I 2019-2020
La Liga I 2019-2020 è stata la 102ª edizione della massima serie del campionato rumeno di calcio, iniziato il 12 luglio 2019, sospeso il 12 marzo 2020 a causa della pandemia di COVID-19, ripreso il 13 giugno 2020 e terminata il 5 agosto seguente. Il CFR Cluj era la squadra campione in carica e si è riconfermata vincendo il suo sesto titolo, terzo consecutivo.

## Stagione

### Novità
Per il quarto anno consecutivo partecipano al torneo 14 squadre. Dalla Liga I 2018-2019 sono retrocessi il Dunărea Călărași e il Concordia Chiajna. Dalla Liga II 2018-2019 sono promossi l'Acad. Clinceni e il Chindia Târgoviște.

### Formula
Il campionato si svolge in due fasi: nella prima le quattordici squadre si affrontano in un girone di andata e ritorno, per un totale di 26 giornate. Successivamente le squadre vengono divise in due gruppi in base alla classifica: le prime sei formano un nuovo girone e competono per il titolo e la qualificazione alle competizioni europee; le ultime otto invece lottano per non retrocedere in Liga II. Le ultime due squadre retrocederanno direttamente in Liga II, mentre la terz'ultima giocherà uno spareggio promozione-retrocessione.
Al termine della competizione, la squadra classificata al primo posto si qualificherà per il secondo turno della UEFA Champions League 2020-2021. Le squadre classificate al secondo ed al terzo posto si qualificheranno, rispettivamente, per il secondo e per il primo turno della UEFA Europa League 2020-2021.

## Squadre partecipanti
| Club                | Città           | Stadio                          | Stagione precedente |
| ------------------- | --------------- | ------------------------------- | ------------------- |
| Acad. Clinceni      | Clinceni        | Stadio Clinceni                 | 1º posto in Liga II |
| Astra Giurgiu       | Giurgiu         | Stadio Marin Anastasovici       | 5º posto in Liga I  |
| Botoșani            | Botoșani        | Stadio Municipal                | 8º posto in Liga I  |
| Chindia Târgoviște  | Târgoviște      | Stadio Ilie Oană (Ploiești)     | 2º posto in Liga II |
| CFR Cluj            | Cluj-Napoca     | Stadio Dr. Constantin Rădulescu | Campione di Romania |
| FC Politehnica Iași | Iași            | Stadio Emil Alexandrescu        | 11º posto in Liga I |
| U Craiova           | Craiova         | Stadionul Ion Oblemenco         | 4º posto in Liga I  |
| Dinamo Bucarest     | Bucarest        | Stadio Dinamo                   | 9º posto in Liga I  |
| FCSB                | Bucarest        | Arena Națională                 | 2º posto in Liga I  |
| Gaz Metan Mediaș    | Mediaș          | Stadio Gaz Metan                | 7º posto in Liga I  |
| Hermannstadt        | Sibiu           | Stadio Municipal                | 12º posto in Liga I |
| Sepsi               | Sfântu Gheorghe | Stadio Municipal                | 6º posto in Liga I  |
| Viitorul Costanza   | Costanza        | Stadio Viitorul (Ovidiu)        | 3º posto in Liga I  |
| Voluntari           | Voluntari       | Stadio Anghel Iordănescu        | 10º posto in Liga I |

## Allenatori e primatisti
| Squadra             | Allenatore        |
| ------------------- | ----------------- |
| Acad. Clinceni      | Ilie Poenaru      |
| Astra Giurgiu       | Dan Alexa         |
| Botoșani            | Marius Croitoru   |
| Chindia Târgoviște  | Viorel Moldovan   |
| CFR Cluj            | Dan Petrescu      |
| FC Politehnica Iași | Mihai Teja        |
| U Craiova           | Corneliu Papură   |
| Dinamo Bucarest     | Eugen Neagoe      |
| FCSB                | Bogdan Andone     |
| Gaz Metan Mediaș    | Edward Iordănescu |
| Hermannstadt        | Costel Enache     |
| Sepsi               | Csaba László      |
| Viitorul Costanza   | Gheorghe Hagi     |
| Voluntari           | Cristiano Bergodi |

## Prima fase

### Classifica finale
|  | Pos. | Squadra             | Pt | G  | V  | N  | P  | GF | GS | DR  |
|  | ---- | ------------------- | -- | -- | -- | -- | -- | -- | -- | --- |
|  | 1.   | CFR Cluj            | 52 | 26 | 15 | 7  | 4  | 51 | 16 | +35 |
|  | 2.   | U Craiova           | 46 | 26 | 14 | 4  | 8  | 41 | 28 | +13 |
|  | 3.   | Botoșani            | 45 | 26 | 12 | 9  | 5  | 36 | 30 | +6  |
|  | 4.   | FCSB                | 44 | 26 | 13 | 5  | 8  | 37 | 29 | +8  |
|  | 5.   | Gaz Metan Mediaș    | 43 | 26 | 12 | 7  | 7  | 34 | 30 | +4  |
|  | 6.   | Astra Giurgiu (−3)  | 42 | 26 | 13 | 6  | 7  | 38 | 29 | +9  |
|  | 7.   | Viitorul Costanza   | 40 | 26 | 11 | 7  | 8  | 44 | 29 | +15 |
|  | 8.   | Dinamo Bucarest     | 34 | 26 | 10 | 4  | 12 | 37 | 41 | -4  |
|  | 9.   | Sepsi               | 33 | 26 | 7  | 12 | 7  | 30 | 26 | +4  |
|  | 10.  | Chindia Târgoviște  | 25 | 26 | 6  | 7  | 13 | 29 | 47 | -18 |
|  | 11.  | Hermannstadt        | 25 | 26 | 5  | 10 | 11 | 26 | 44 | -18 |
|  | 12.  | FC Politehnica Iași | 22 | 26 | 5  | 7  | 14 | 26 | 40 | -14 |
|  | 13.  | Acad. Clinceni      | 22 | 26 | 4  | 10 | 12 | 30 | 47 | -17 |
|  | 14.  | Voluntari           | 20 | 26 | 5  | 5  | 16 | 22 | 45 | -23 |

Legenda:
      Ammesse alla poule scudetto
      Ammesse alla poule retrocessione
Note:
Tre punti per la vittoria, uno per il pareggio, zero per la sconfitta.
Fonte: https://www.lpf.ro/liga-1
L'Astra Giurgiu ha scontato tre punti di penalizzazione.

### Risultati
|                      | ACC  | AGI  | BOT  | CHT  | CFC  | CSM  | CSU  | DBU  | FCS  | GZM  | HER  | SEP  | VII  | VOL  |
| -------------------- | ---- | ---- | ---- | ---- | ---- | ---- | ---- | ---- | ---- | ---- | ---- | ---- | ---- | ---- |
| Acad. Clinceni       | –––– | 1-1  | 1-1  | 3-1  | 1-4  | 1-0  | 0-0  | 2-2  | 0-3  | 2-3  | 1-1  | 1-1  | 0-0  | 1-2  |
| Astra Giurgiu        | 3-1  | –––– | 2-2  | 1-2  | 3-2  | 4-0  | 1-0  | 3-2  | 2-1  | 1-0  | 0-0  | 2-2  | 1-1  | 1-0  |
| Botoșani             | 2-2  | 1-2  | –––– | 0-3  | 2-1  | 2-1  | 1-1  | 1-0  | 0-2  | 1-1  | 2-1  | 1-1  | 1-0  | 4-1  |
| Chindia Târgoviște   | 2-5  | 1-0  | 0-1  | –––– | 1-4  | 2-1  | 1-1  | 3-2  | 1-2  | 1-1  | 1-1  | 0-0  | 0-1  | 1-2  |
| CFR Cluj             | 3-0  | 2-0  | 4-1  | 4-0  | –––– | 1-1  | 2-0  | 1-0  | 1-0  | 3-0  | 3-0  | 1-0  | 0-0  | 5-0  |
| CSM Politehnica Iași | 2-0  | 1-0  | 0-3  | 2-2  | 2-1  | –––– | 2-5  | 2-0  | 1-2  | 1-2  | 0-0  | 1-1  | 1-2  | 2-2  |
| CSU Craiova          | 3-2  | 1-0  | 3-1  | 1-0  | 0-2  | 1-1  | –––– | 4-1  | 0-1  | 3-1  | 3-0  | 0-1  | 3-1  | 2-1  |
| Dinamo Bucarest      | 4-2  | 2-0  | 1-1  | 4-1  | 0-0  | 1-0  | 0-2  | –––– | 2-1  | 2-0  | 3-0  | 1-2  | 3-2  | 2-1  |
| FCSB                 | 0-0  | 1-3  | 0-2  | 1-1  | 0-0  | 1-2  | 2-0  | 1-1  | –––– | 2-0  | 4-3  | 2-1  | 2-1  | 1-3  |
| Gaz Metan Mediaș     | 2-1  | 1-0  | 0-0  | 2-2  | 0-0  | 3-2  | 2-3  | 1-0  | 4-0  | –––– | 1-1  | 1-1  | 1-0  | 1-0  |
| Hermannstadt         | 2-1  | 2-2  | 0-1  | 2-1  | 1-1  | 1-0  | 2-1  | 4-2  | 0-4  | 0-2  | –––– | 2-2  | 1-1  | 0-0  |
| Sepsi S.G.           | 4-0  | 2-3  | 0-1  | 3-1  | 1-1  | 1-0  | 1-0  | 0-1  | 0-0  | 0-1  | 3-0  | –––– | 2-2  | 0-0  |
| Viitorul Costanza    | 0-0  | 0-1  | 2-2  | 3-0  | 3-1  | 2-1  | 1-2  | 5-0  | 0-2  | 4-1  | 3-2  | 4-1  | –––– | 4-0  |
| Voluntari            | 1-2  | 1-2  | 1-2  | 0-1  | 0-4  | 0-0  | 1-2  | 2-1  | 1-2  | 0-3  | 2-0  | 0-0  | 1-2  | –––– |

## Poule scudetto
Le sei squadre miglior classificate nella stagione regolare si incontrano due volte per un totale di 10 partite per squadra. Le squadre cominciano la Poule scudetto con i punti della stagione regolare dimezzati.

A causa del perdurare della crisi sanitaria dovuta alla diffusione del COVID-19, non è stato possibile disputare tutte le gare entro il 3 agosto, termine ultimo per completare la stagione 2019-2020 stabilito dalla UEFA; per cui la classifica è stata congelata e dichiarata come finale all'ultima partita disputata del 3 agosto 2020.

### Classifica finale
|                    | Pos. | Squadra          | Pt | G  | V | N | P | GF | GS | DR  |
| ------------------ | ---- | ---------------- | -- | -- | - | - | - | -- | -- | --- |
| Romania (bandiera) | 1.   | CFR Cluj         | 49 | 10 | 7 | 2 | 1 | 17 | 7  | +10 |
|                    | 2.   | U Craiova        | 44 | 9  | 7 | 0 | 2 | 17 | 14 | +3  |
| [ 2 ]              | 3.   | Astra Giurgiu    | 33 | 8  | 3 | 3 | 2 | 12 | 8  | +4  |
|                    | 4.   | Botoșani         | 32 | 10 | 2 | 3 | 5 | 10 | 12 | -2  |
|                    | 5.   | FCSB             | 31 | 9  | 2 | 3 | 4 | 13 | 14 | -1  |
|                    | 6.   | Gaz Metan Mediaș | 25 | 10 | 0 | 3 | 7 | 5  | 19 | -14 |

Legenda:
      Campione di Romania e ammessa alla UEFA Champions League 2020-2021
      Ammesse alla UEFA Europa League 2020-2021
Note:
Tre punti per la vittoria, uno per il pareggio, zero per la sconfitta.
Astra Giurgiu: +21 punti.
Botoșani: +23 punti.
CFR Cluj: +26 punti.
CSU Craiova: +23 punti.
FCSB: +22 punti.
Gaz Metan Mediaș: +22 punti.

### Risultati
|                  | AGI  | BOT  | CFC  | CSU  | FCS  | GZM  |
| ---------------- | ---- | ---- | ---- | ---- | ---- | ---- |
| Astra Giurgiu    | –––– | 1-0  | 2-2  |      | 3-2  | 0-0  |
| Botoșani         | 0-0  | –––– | 0-2  | 0-2  | 2-2  | 4-1  |
| CFR Cluj         | 2-1  | 1-0  | –––– | 2-3  | 1-0  | 2-0  |
| CSU Craiova      | 2-1  | 2-1  | 1-3  | –––– | 2-1  | 2-1  |
| FCSB             |      | 1-1  | 0-2  | 4-1  | –––– | 2-2  |
| Gaz Metan Mediaș | 0-4  | 0-2  | 0-0  | 1-2  | 0-1  | –––– |

## Poule retrocessione
Le ultime otto squadre classificate nella stagione regolare si incontrano due volte per un totale di 14 partite per squadra. Le squadre cominciano la Poule retrocessione con i punti della stagione regolare dimezzati.

A causa del perdurare della crisi sanitaria dovuta alla diffusione del COVID-19, non è stato possibile disputare tutte le gare in programma entro un periodo di tempo considerato consono: per cui la classifica è stata congelata e dichiarata come finale all'ultima giornata disputata del 5 agosto 2020, mantenendo la disputa dello spareggio promozione/retrocessione, nel quale si sono sfidati l'ultima classificata del girone play-out e la terza classificata della Liga II, ed eliminando la retrocessione diretta.

### Classifica finale
|  | Pos. | Squadra             | Pt | G  | V | N | P | GF | GS | DR |
|  | ---- | ------------------- | -- | -- | - | - | - | -- | -- | -- |
|  | 7.   | Viitorul Costanza   | 43 | 14 | 6 | 5 | 3 | 25 | 17 | +8 |
|  | 8.   | Hermannstadt        | 35 | 12 | 6 | 4 | 2 | 18 | 14 | +4 |
|  | 9.   | Sepsi               | 34 | 13 | 4 | 5 | 4 | 19 | 17 | +2 |
|  | 10.  | Acad. Clinceni      | 32 | 14 | 7 | 0 | 7 | 14 | 21 | -7 |
|  | 11.  | Voluntari           | 31 | 14 | 6 | 3 | 5 | 16 | 12 | +4 |
|  | 12.  | FC Politehnica Iași | 30 | 14 | 5 | 4 | 5 | 17 | 17 | 0  |
|  | 13.  | Dinamo Bucarest     | 25 | 9  | 2 | 2 | 5 | 8  | 11 | -3 |
|  | 14.  | Chindia Târgoviște  | 23 | 12 | 3 | 1 | 8 | 9  | 17 | -8 |

Legenda:
 Ammessa allo spareggio promozione-retrocessione
      Retrocesse in Liga II 2020-2021
Note:
Tre punti per la vittoria, uno per il pareggio, zero per la sconfitta.
Acad. Clinceni: +11 punti.
Chindia Târgoviște: +13 punti.
CSM Politehnica Iași: +11 punti.
Dinamo Bucarest: +17 punti.
Hermannstadt: +13 punti.
Sepsi S.G.: +17 punti.
Viitorul Costanza: +20 punti.
Voluntari: +10 punti.

### Risultati
|                      | ACC  | CHT  | CSM  | DBU  | HER  | SEP  | VII  | VOL  |
| -------------------- | ---- | ---- | ---- | ---- | ---- | ---- | ---- | ---- |
| Acad. Clinceni       | –––– | 1-0  | 3-0  | 1-3  | 0-2  | 1-0  | 2-3  | 2-1  |
| Chindia Târgoviște   | 3-1  | –––– | 0-2  |      | 0-1  | 1-1  | 2-1  | 2-0  |
| CSM Politehnica Iași | 0-1  | 1-0  | –––– | 1-0  | 2-3  | 3-1  | 1-1  | 2-1  |
| Dinamo Bucarest      | 0-1  |      | 1-1  | –––– |      | 1-3  | 1-1  | 0-1  |
| Hermannstadt         | 0-1  | 1-0  | 2-2  |      | –––– | 2-2  | 2-0  | 2-1  |
| Sepsi S.G.           | 1-0  | 2-0  | 1-1  |      | 1-1  | –––– | 3-3  | 1-2  |
| Viitorul Costanza    | 5-0  | 4-1  | 2-1  | 1-0  | 4-1  | 0-3  | –––– | 0-0  |
| Voluntari            | 3-0  | 2-0  | 1-0  | 1-2  | 1-1  | 2-0  | 0-0  | –––– |

## Spareggio promozione-retrocessione
|                    | Risultati |                    | Luogo e data            |
| ------------------ | --------- | ------------------ | ----------------------- |
| Chindia Târgoviște | 2 - 0     | Mioveni            | Ploiești, 9 agosto 2020 |
| Mioveni            | 1 - 1     | Chindia Târgoviște | Mioveni, 12 agosto 2020 |

## Classifica marcatori
| Gol |  |  | Giocatore          | Squadra           |
| --- |  |  | ------------------ | ----------------- |
| 18  |  |  | Gabriel Iancu      | Viitorul Costanza |
| 14  |  |  | Denis Alibec       | Astra Giurgiu     |
| 14  |  |  | Alexandru Cicâldău | CSU Craiova       |
| 14  |  |  | Ciprian Deac       | CFR Cluj          |
| 12  |  |  | Gabriel Debeljuh   | Hermannstadt      |
| 12  |  |  | Florinel Coman     | FCSB              |
| 11  |  |  | Rivaldinho         | Viitorul Costanza |
| 10  |  |  | Sergiu Buș         | Gaz Metan Mediaș  |
| 10  |  |  | Valentin Gheorghe  | Astra Giurgiu     |
| 10  |  |  | Deian Sorescu      | Dinamo Bucarest   |
| 9   |  |  | Goran Karanović    | Sepsi S.G.        |
| 9   |  |  | Jakub Vojtuš       | Acad. Clinceni    |